# アブラハム・レベンゾン

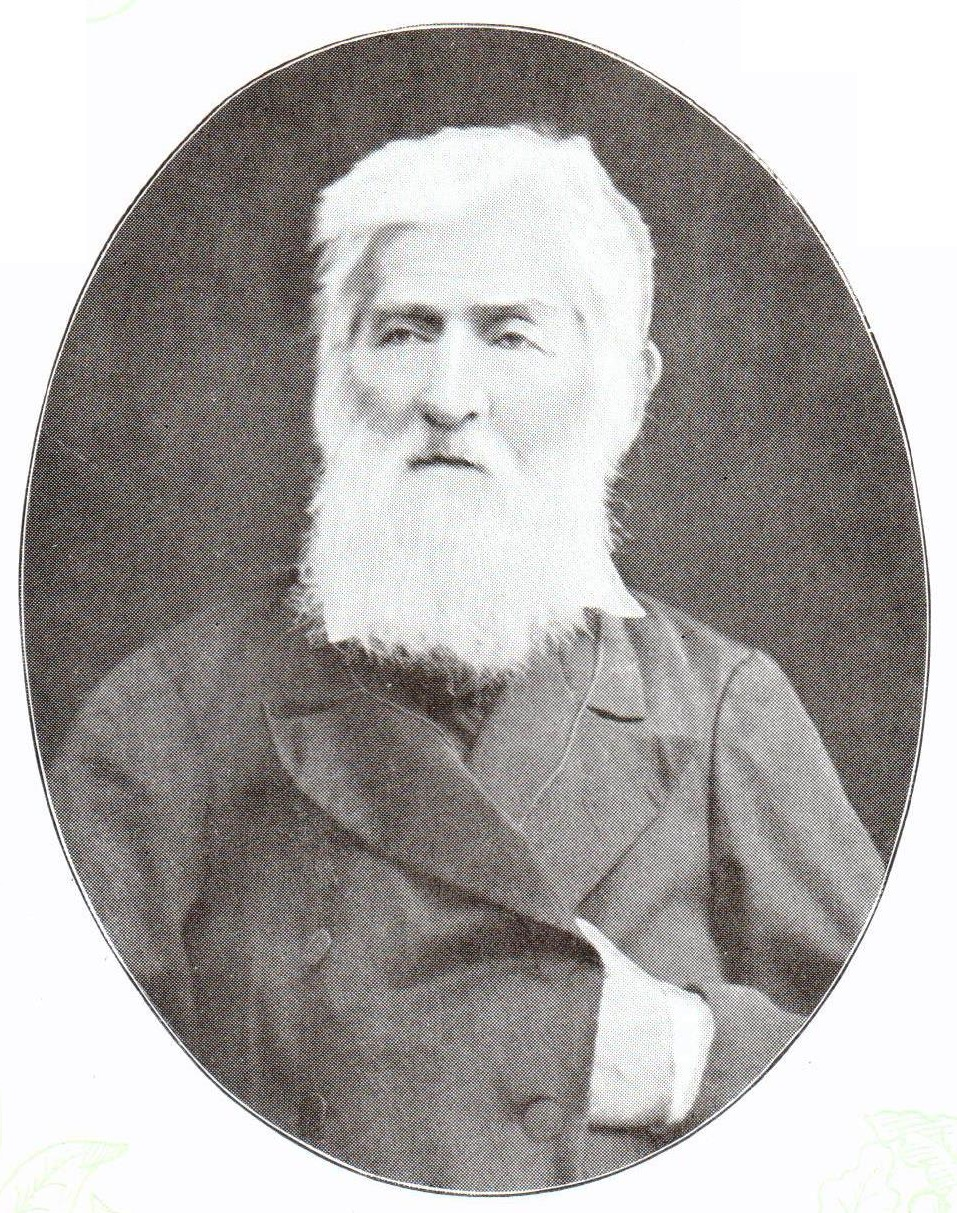
アブラハム・レベンゾン

アブラハム・ドブ・レベンゾン（アヴロム・ドイヴ・ベル・レベンソン） （Abraham Dov(-Bär) Lebensohn, Авром-Дойв-Бер Лебенсон, 1794年 ヴィリニュス - 1878年11月19日　同地）はリトアニアのヘブライ語詩人。
アダム・ハ＝コーヘン Adam haKohen、アダム・レベンゾン Адам Лебензон、ミハリシュケル А.Д.Михалишкер の名でも知られる。
ミカ・レベンゾンの父。
ロシアにおけるハスカラー時代の代表者。
1856年、「言語の女王であるヘブライ語」に捧げた最初の詩集『聖なる言語による詩』を発表する。
思想的にはモーゼス・メンデルスゾーンを深く信奉した。
詩の中心テーマは「理想と現実の葛藤」で、同時代のヘブライ文学に与えた影響も大きかった。

## 主な作品
- 『アダムとミハルの詩全集』（6巻、1895年） - 作品が息子のミカ・レベンゾンの詩とともに収められている

「夕べに捧げる歌」
など